# Saperda similis
Saperda similis је врста инсекта из реда тврдокрилаца (Coleoptera) и породице стрижибуба (Cerambycidae). Сврстана је у потпородицу Lamiinae.

## Опис
Тело је покривено жуто-сивом или беличастом пубесценцијом. Врх елитрона је уско заобљен. Слична је врсти Saperda carcharias, али мања. Дужина тела је од 14-22 мм.

## Распрострањеност
Врста је распрострањена на подручју Европе и Средњег истока. У Србији је веома ретка врста.

## Биологија
Адулти се налазе на стабљикама и лишћу биљке хранитељке (врба, топола). Активни су у сумрак и долазе на светло.

## Статус заштите
Врста је заштићена на подручју Србије - налази се на Прилогу II Правилника о проглашењу и заштити строго заштићених и заштићених дивљих врста биљака, животиња и гљива (на листи је под називом Anaerea similis (Laicharting, 1784)).

## Синоними
- Saperda (Saperda) similis Laicharting, 1784
- Anaerea similis (Laicharting, 1784)
- Saperda phoca Fröhlich, 1793
- Amilia phoca (Fröhlich, 1793)